# Mammillaria blossfeldiana
Mammillaria blossfeldiana är en kaktusväxtart som beskrevs av Boed. Mammillaria blossfeldiana ingår i släktet Mammillaria och familjen kaktusväxter. Inga underarter finns listade i Catalogue of Life.